# Tanaoneura inexacta
Tanaoneura inexacta är en stekelart som beskrevs av Lasalle 1987. Tanaoneura inexacta ingår i släktet Tanaoneura och familjen Tanaostigmatidae. Inga underarter finns listade i Catalogue of Life.